# Effusie (geneeskunde)
Effusie is het doorlekken van (lichaams)vloeistoffen naar een lichaamsholte of ander weefsel. Effusie kan overal in het lichaam optreden en kan op verschillende wijzen tot uiting komen.

## Oorzaken
Effusie is over het algemeen een direct dan wel indirect gevolg van een (chronische) ziekte of letsel aan weefsel. Het vocht dat vrijkomt, is vaak ontstekingsvocht of vervuild vocht dat langs lichaamseigen wegen het lichaam dient te verlaten. Er zijn diverse ziekten waarbij enige vorm van effusie kan optreden. Voorbeelden hiervan zijn:
- Hematomen
- Kanker
- Letselschade
- Ontstekingen
- Lymfoom
- Cirrose
- Congestief hartfalen
- Atelectase
- Tuberculose (tbc)

Ook bestaat er een mogelijke relatie tussen pleurale effusie en peritoneale dialyse (buikspoeling).

## Pleurale effusie
Het borstvlies, oftewel de pleura, is een vlies dat de borstholte afschermt. In normale omstandigheden is hier spraken van een dun laagje vocht dat de vliezen "smeert". Pleurale effusie is een abnormale toename van de hoeveelheid vocht in de borstholte.

### Transsudatieve effusie
Transsudatieve effusie is een vorm die over het algemeen wordt veroorzaakt door ziekte of een (chronische) aandoening. De ziekte veroorzaakt een abnormale hoeveelheid vochtuitscheiding in de pleuraholte welke door het lichaam (bloedvaten in de borst) niet afdoende kan worden afgevoerd. 

### Exsudatieve effusie
Exsudatieve effusie is de abnormale ophoping van (ontstekings)vocht in de pleuraholte. Het vuil in het vocht zorgt ervoor dat het vocht het vlies niet kan passeren en zorgt voor een vochtophoping.

### Symptomen
Enkele symptomen die optreden bij bovengenoemde vormen van pleurale effusie zijn:
- Kortademigheid
- Pijn op de borst
- Veelvuldig hoesten

## Middenoorontsteking

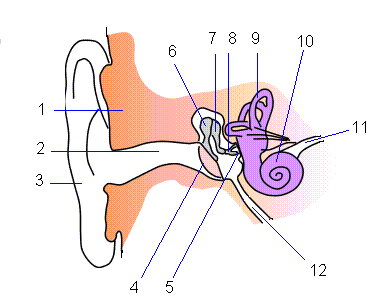
Binnenoor (4 = trommelvlies)

Otitis of middenoorontsteking kan gepaard gaan met de vorming van een lijmachtige vloeistof achter het (intacte) trommelvlies. We spreken dan van otitis met effusie. Er hoeft geen sprake te zijn van een duidelijk aanwijsbare bacteriële of virale infectie. Het is een veelvoorkomende kinderkwaal en als behandeling worden er over het algemeen buisjes in de oren geplaatst. Onbehandeld kan het leiden tot permanente doofheid door de verlijming van de middenoorbeentjes.

## Behandeling
Over het algemeen worden mogelijk bedreigende situaties behandeld met het plaatsen van een drain. Het vocht dat zich heeft opgehoopt (soms wel 2 liter) wordt dan op veilige wijze afgetapt. Voor de patiënt is het resultaat al na enkele uren merkbaar. Op minder vitale plaatsen kan worden volstaan met pijnstillers, maar in extreme gevallen kan operatief ingrijpen noodzakelijk zijn.